# Filmjahr 1948
Liste der Filmjahre

◄◄ | ◄ | 1944 | 1945 | 1946 | 1947 | Filmjahr 1948 | 1949 | 1950 | 1951 | 1952 | ► | ►►

Weitere Ereignisse

## Ereignisse
- 8. März – Die Filmhochschule Łódź wird gegründet.
- 24. November – Uraufführung von Fahrraddiebe (Regie: Vittorio de Sica). Bei der ersten von der renommierten britischen Filmfachzeitschrift Sight & Sound im Jahr 1952 unter Filmkritikern durchgeführten Umfrage nach den besten Filmen aller Zeiten belegte dieser neorealistische Film den ersten Platz.

## Erfolgreichste Filme

### Top 10 in den USA
Die zehn erfolgreichsten Filme an den US-amerikanischen Kinokassen nach Einspielergebnis.
| Platz | Filmtitel                        | Einspielergebnis in US-Dollar |       |
| ----- | -------------------------------- | ----------------------------- | ----- |
| 1.    | Die roten Schuhe                 | 5.000.000                     | [ 1 ] |
| 2.    | Red River                        | 4.506.825                     | [ 2 ] |
| 3.    | Sein Engel mit den zwei Pistolen | 4.500.000                     | [ 1 ] |
| 4.    | Schweigende Lippen               | 4.266.000                     | [ 3 ] |
| 5.    | Osterspaziergang                 | 4.144.000                     | [ 4 ] |
| 6.    | Die drei Musketiere              | 4.124.000                     | [ 4 ] |
| 7.    | Die Schlangengrube               | 4.100.000                     | [ 1 ] |
| 8.    | Ich küsse Ihre Hand, Madame      | 4.000.000                     | [ 1 ] |
| 9.    | Dr. Johnsons Heimkehr            | 3.699.000                     | [ 4 ] |
| 10.   | Belvedere, das verkannte Genie   | 3.600.000                     | [ 5 ] |

## Filmpreise

### Golden Globe Award
Am 10. März werden im Hollywood Roosevelt Hotel die Golden Globe verliehen:
- Bestes Drama: Tabu der Gerechten von Elia Kazan
- Bester Schauspieler: Ronald Colman in Ein Doppelleben
- Beste Schauspielerin: Rosalind Russell in Trauer muss Elektra tragen
- Bester Nebendarsteller: Edmund Gwenn in Das Wunder in der 34. Straße
- Beste Nebendarstellerin: Celeste Holm in Tabu der Gerechten
- Bester Regisseur: Elia Kazan für Tabu der Gerechten
- Meistversprechender Newcomer: Richard Widmark in Der Todeskuß

### Academy Awards
Die Oscarverleihung findet in diesem Jahr am 20. März im Shrine Auditorium in Los Angeles statt.
- Bester Film: Tabu der Gerechten von Elia Kazan
- Bester Hauptdarsteller: Ronald Colman in Ein Doppelleben
- Beste Hauptdarstellerin: Loretta Young in Die Farmerstochter
- Bester Regisseur: Elia Kazan für Tabu der Gerechten
- Bester Nebendarsteller: Edmund Gwenn in Das Wunder in der 34. Straße
- Beste Nebendarstellerin: Celeste Holm in Tabu der Gerechten
- Beste Musik: Miklós Rózsa für Ein Doppelleben

Vollständige Liste der Preisträger

### Filmfestspiele von Venedig
Das Festival in Venedig findet vom 19. August bis zum 4. September statt. Die Jury vergibt folgende Preise:
- Goldener Löwe: Hamlet von Laurence Olivier
- Bester Schauspieler: Ernst Deutsch in Der Prozess
- Beste Schauspielerin: Jean Simmons in Hamlet

### New York Film Critics Circle Award
- Bester Film: Der Schatz der Sierra Madre von John Huston
- Beste Regie: John Huston für Der Schatz der Sierra Madre
- Bester Hauptdarsteller: Laurence Olivier in Hamlet
- Beste Hauptdarstellerin: Olivia de Havilland in Die Schlangengrube
- Bester ausländischer Film: Paisà von Roberto Rossellini

### National Board of Review
- Bester Film: Paisà von Roberto Rossellini
- Beste Regie: Roberto Rossellini für Paisà
- Bester Hauptdarsteller: Walter Huston in Der Schatz der Sierra Madre
- Beste Hauptdarstellerin: Olivia de Havilland in Die Schlangengrube

### Weitere Filmpreise und Auszeichnungen
- Directors Guild of America Award: Tod Browning
- British Film Academy Award: Die besten Jahre unseres Lebens von William Wyler
- Internationales Filmfestival Karlovy Vary: Die letzte Etappe von Wanda Jakubowska
- Louis-Delluc-Preis: Die Nervensägen von Jean Dréville
- Photoplay Award: Belvedere räumt auf von Walter Lang (Bester Film), Bing Crosby (populärster männlicher Star), Ingrid Bergman (populärster weiblicher Star)

## Geburtstage

### Januar bis März
Januar

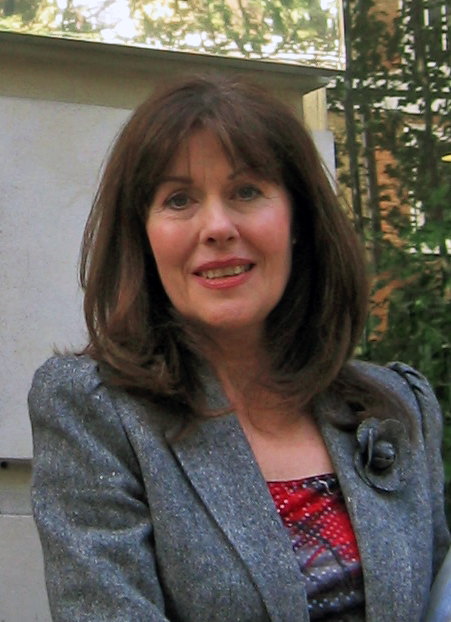
Elisabeth Sladen (* 1. Februar)

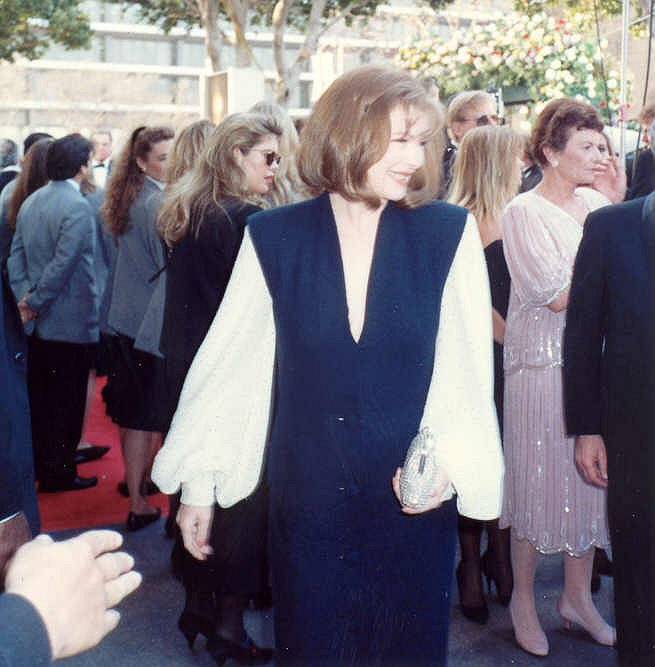
Dianne Wiest (* 28. März)

- 01. Januar: Antonello Aglioti, italienischer Regisseur, Kostüm- und Szenenbildner († 2013)
- 01. Januar: Pam Ferris, britische Schauspielerin
- 04. Januar: Salvatore Piscicelli, italienischer Filmkritiker und -regisseur († 2024)
- 08. Januar: Gillies MacKinnon, britischer Regisseur und Drehbuchautor
- 12. Januar: Anthony Andrews, britischer Schauspieler
- 14. Januar: Carl Weathers, US-amerikanischer Schauspieler († 2024)
- 16. Januar: John Carpenter, US-amerikanischer Regisseur
- 22. Januar: Heinz Emigholz, deutscher Regisseur
- 29. Januar: Delia Boccardo, italienische Schauspielerin
- 29. Januar: Marc Singer, US-amerikanischer Schauspieler
- 30. Januar: Nick Broomfield, britischer Dokumentarfilmer

Februar
- 01. Februar: Elisabeth Sladen, britische Schauspielerin († 2011)
- 05. Februar: Christopher Guest, US-amerikanischer Drehbuchautor und Regisseur
- 05. Februar: Barbara Hershey, US-amerikanische Schauspielerin
- 05. Februar: Errol Morris, US-amerikanischer Dokumentarfilmer
- 05. Februar: Tom Wilkinson, britischer Schauspieler († 2023)
- 06. Februar: Renate Roland, deutsche Schauspielerin
- 07. Februar: Claudio Caligari, italienischer Regisseur und Drehbuchautor († 2015)
- 13. Februar: Sam Garbarski, belgischer Regisseur
- 17. Februar: György Cserhalmi, ungarischer Schauspieler
- 20. Februar: Jennifer O’Neill, US-amerikanische Schauspielerin
- 22. Februar: John Ashton, US-amerikanischer Schauspieler († 2024)
- 28. Februar: Mike Figgis, britischer Regisseur
- 28. Februar: Bernadette Peters, US-amerikanische Schauspielerin
- 28. Februar: Mercedes Ruehl, US-amerikanische Schauspielerin
- 29. Februar: Ken Foree, US-amerikanischer Schauspieler

März
- 20. März: John de Lancie, US-amerikanischer Schauspieler
- 25. März: Bonnie Bedelia, US-amerikanische Schauspielerin
- 27. März: Edgar Selge, deutscher Schauspieler
- 28. März: Dianne Wiest, US-amerikanische Schauspielerin
- 29. März: Bud Cort, US-amerikanischer Schauspieler
- 31. März: Rhea Perlman, US-amerikanische Schauspielerin

### April bis Juni
April

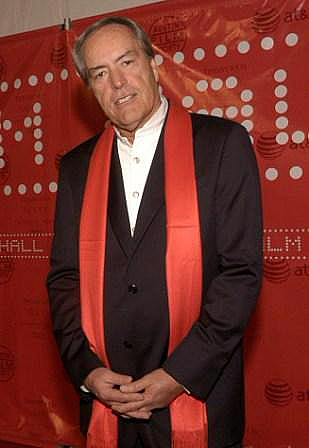
Powers Boothe (* 1. Juni)

- 03. April: Miguel Herz-Kestranek, österreichischer Schauspieler
- 03. April: Oliver Grimm, deutscher Kinderstar († 2017)
- 04. April: Towje Kleiner, deutscher Schauspieler († 2012)
- 06. April: Patrika Darbo, US-amerikanische Schauspielerin
- 06. April: Philippe Garrel, französischer Schauspieler, Drehbuchautor und Regisseur
- 15. April: Michael Kamen, US-amerikanischer Komponist
- 18. April: Régis Wargnier, französischer Regisseur
- 20. April: Gregory Itzin, US-amerikanischer Schauspieler († 2022)
- 20. April: Christian Redl, deutscher Schauspieler
- 21. April: Claire Denis, französische Regisseurin
- 22. April: Carol Drinkwater, britische Schauspielerin und Autorin
- 26. April: Josef Bierbichler, deutscher Schauspieler
- 28. April: Marcia Strassman, US-amerikanische Schauspielerin († 2014)
- 30. April: Perry King, US-amerikanischer Schauspieler

Mai
- 10. Mai: Meg Foster, US-amerikanische Schauspielerin
- 12. Mai: Lindsay Crouse, US-amerikanische Schauspielerin
- 16. Mai: Shawn Murphy, US-amerikanischer Tontechniker
- 20. Mai: Jon Amiel, britischer Regisseur
- 24. Mai: Richard Dembo, französischer Regisseur
- 26. Mai: Dayle Haddon, kanadische Schauspielerin und Model († 2024)
- 30. Mai: Dieter Kosslick, Leiter der Berlinale
- 31. Mai: Lynda Bellingham, britische Schauspielerin († 2014)

Juni
- 01. Juni: Powers Boothe, US-amerikanischer Schauspieler († 2017)
- 07. Juni: Pamela Susan Shoop, US-amerikanische Schauspielerin
- 15. Juni: M. C. Gainey, US-amerikanischer Schauspieler
- 19. Juni: Phylicia Rashad, US-amerikanische Schauspielerin
- 26. Juni: Sergei Bodrow, russischer Regisseur
- 28. Juni: Kathy Bates, US-amerikanische Schauspielerin

### Juli bis September
Juli

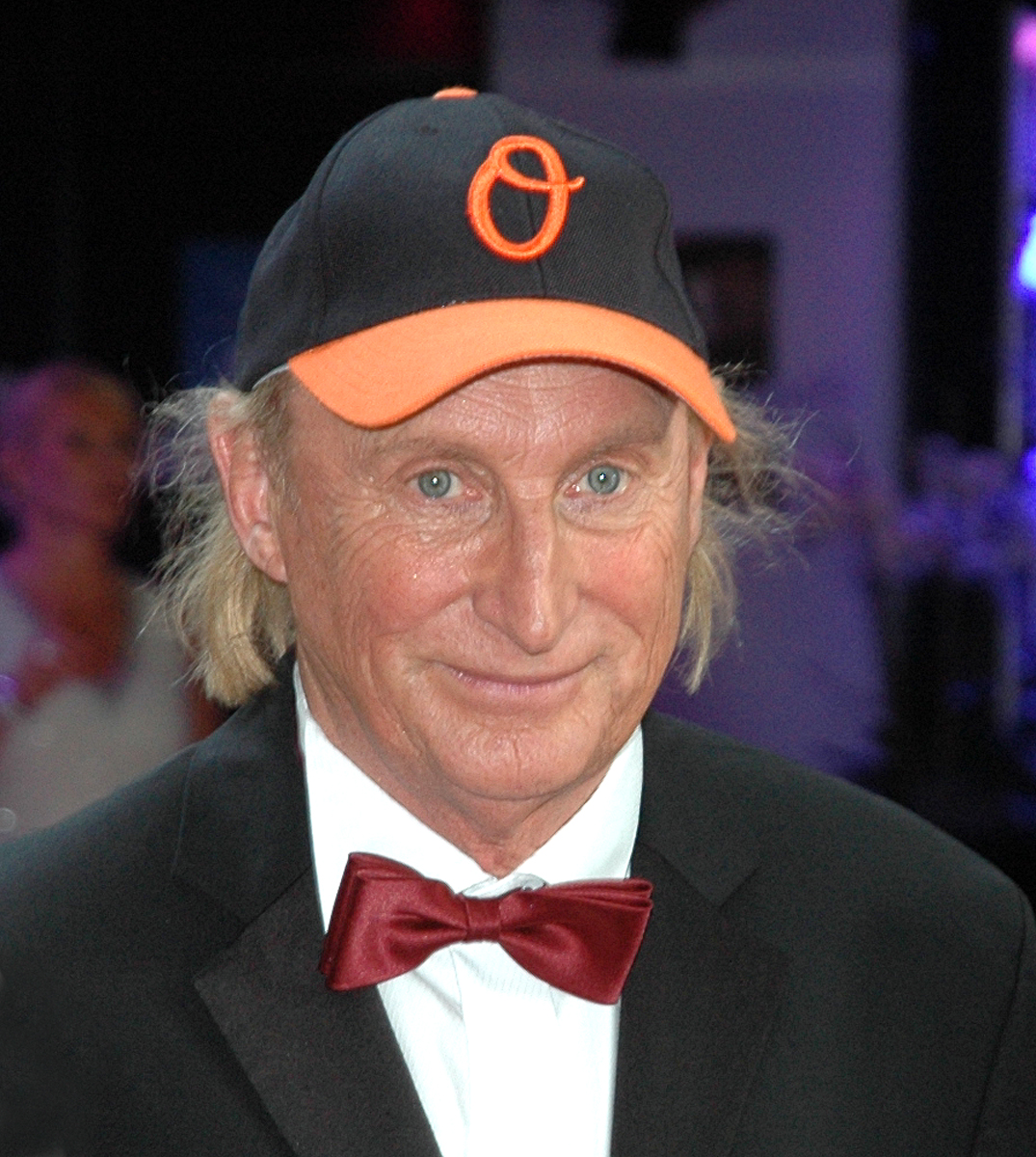
Otto Waalkes (* 22. Juli)

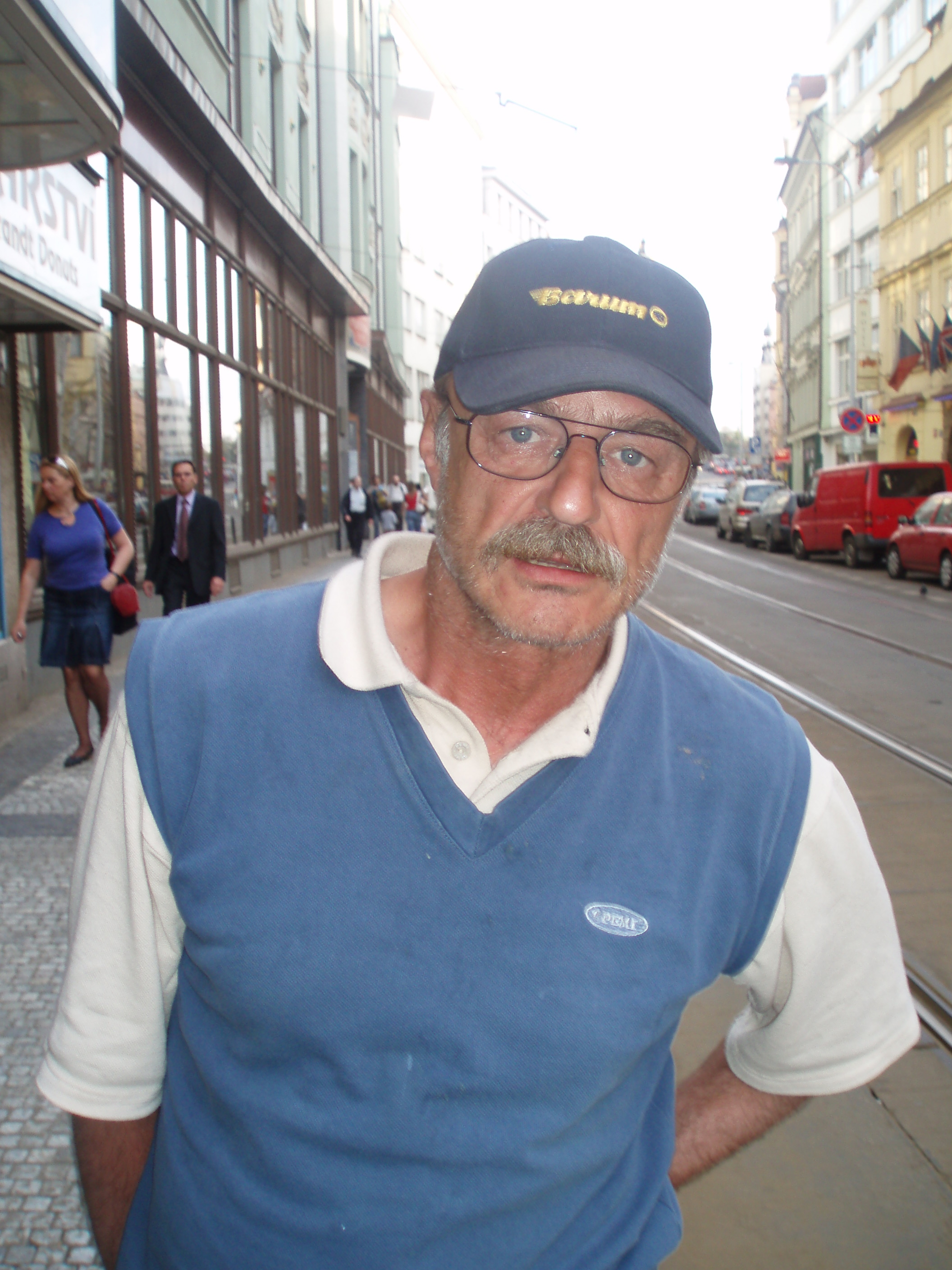
Pavel Nový (* 5. September)

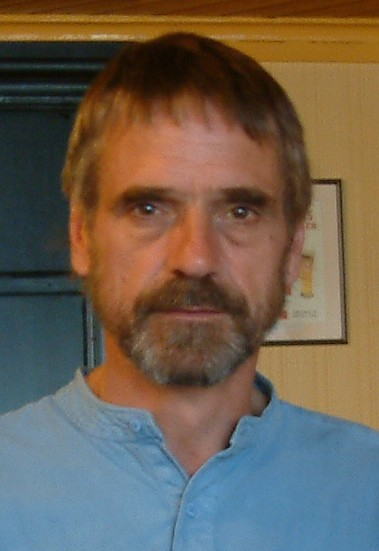
Jeremy Irons (* 19. September)

- 02. Juli: Saul Rubinek, US-amerikanischer Schauspieler
- 04. Juli: Walter Bockmayer, deutscher Regisseur († 2014)
- 06. Juli: Nathalie Baye, französische Schauspielerin
- 07. Juli: Stephan Paryla, österreichischer Schauspieler
- 12. Juli: Ben Burtt, US-amerikanischer Tontechniker
- 20. Juli: Muse Watson, US-amerikanischer Schauspieler
- 22. Juli: Otto Waalkes, deutscher Komiker, Schauspieler und Synchronsprecher
- 23. Juli: Lenore Kasdorf, US-amerikanische Schauspielerin
- 24. Juli: Alexander Waechter, österreichischer Schauspieler
- 26. Juli: Leon Vitali, britischer Schauspieler und Regieassistent († 2022)
- 27. Juli: Betty Thomas, US-amerikanische Schauspielerin und Regisseurin
- 28. Juli: Georgia Engel, US-amerikanische Schauspielerin († 2019)
- 30. Juli: Jean Reno, französischer Schauspieler

August
- 01. August: Christopher Crowe, US-amerikanischer Drehbuchautor
- 06. August: Alan Howarth, US-amerikanischer Komponist und Tonmeister
- 19. August: Jim Carter, britischer Schauspieler
- 24. August: Nana Djordjadze, georgische Regisseurin
- 28. August: Leo G. Linder, deutscher Autor, Regisseur und Produzent
- 31. August: Lowell Ganz, US-amerikanischer Drehbuchautor

September
- 01. September: James Rebhorn, US-amerikanischer Schauspieler († 2014)
- 05. September: Pavel Nový, tschechischer Schauspieler
- 05. September: Scott H. Reiniger, US-amerikanischer Schauspieler
- 10. September: Tony Gatlif, französischer Regisseur
- 16. September: Nicole Jamet, französische Schauspielerin
- 17. September: John Ritter, US-amerikanischer Schauspieler
- 19. September: Jeremy Irons, britischer Schauspieler
- 21. September: Jacques Bral, französischer Regisseur, Drehbuchautor, Editor, Produzent († 2021)
- 25. September: Mimi Kennedy, US-amerikanische Schauspielerin
- 26. September: Mary Beth Hurt, US-amerikanische Schauspielerin
- 26. September: Olivia Newton-John, australische Schauspielerin († 2022)
- 27. September: A Martinez, US-amerikanischer Schauspieler

### Oktober bis Dezember
Oktober

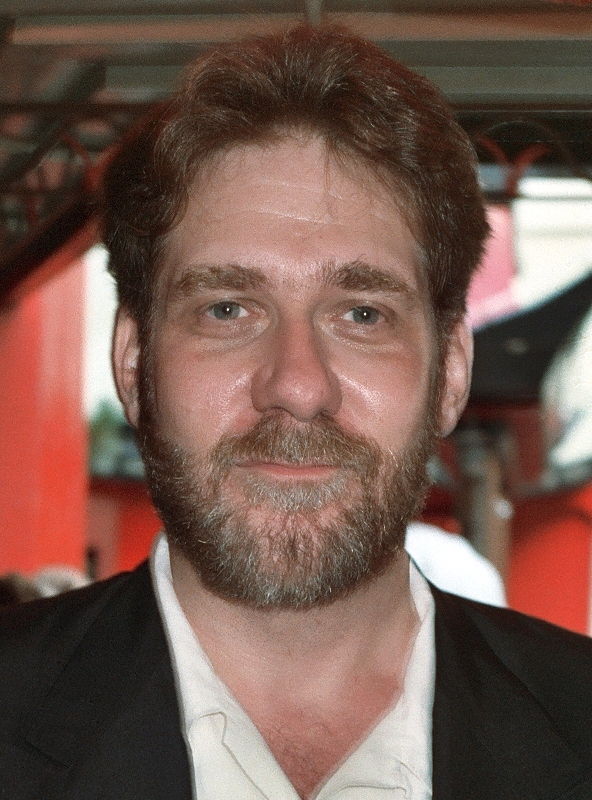
Richard Masur (* 20. November)

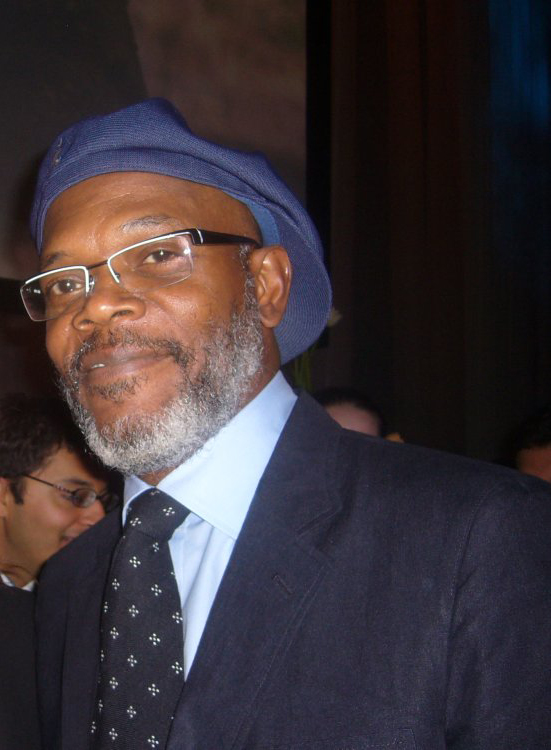
Samuel L. Jackson (* 21. Dezember)

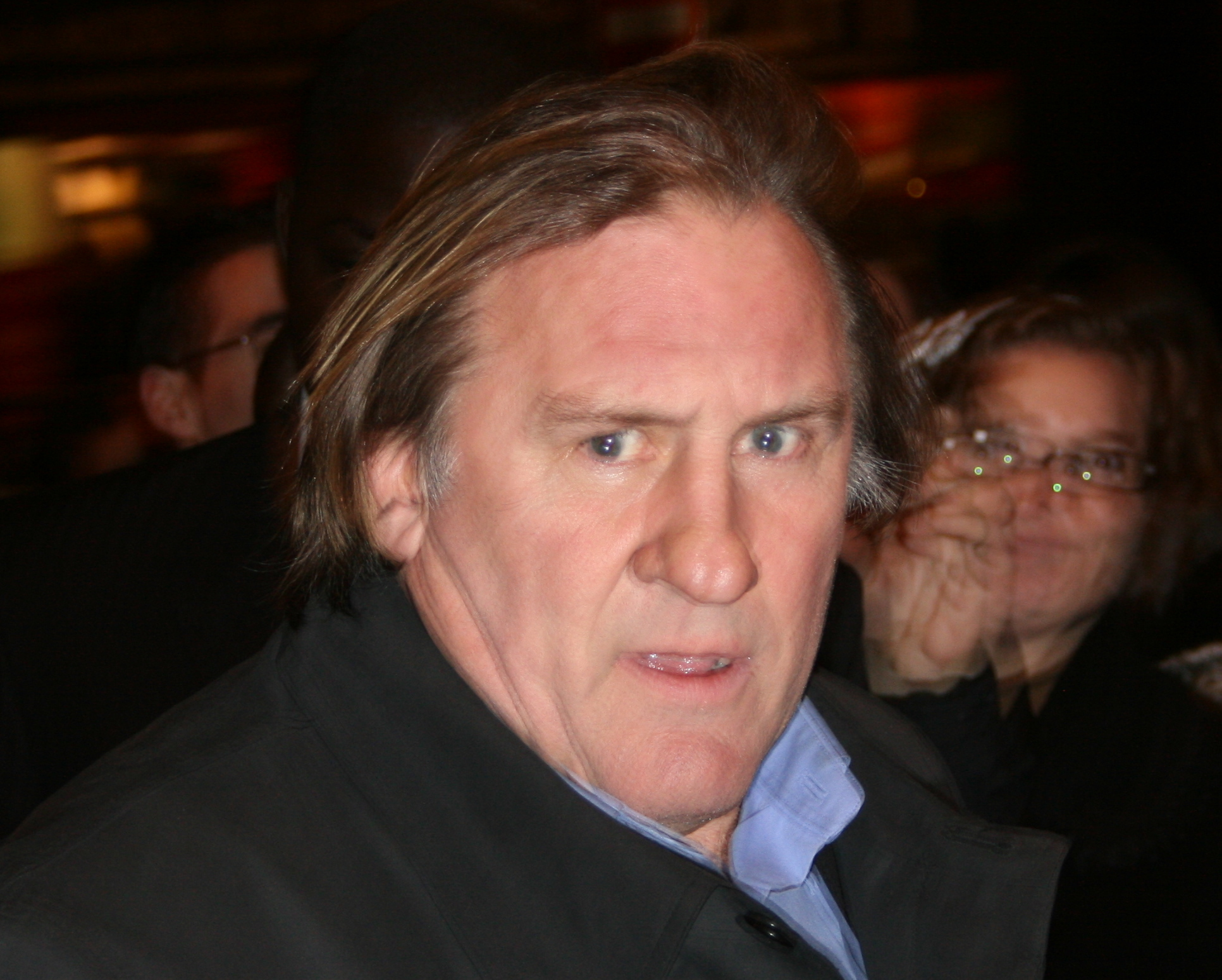
Gérard Depardieu (* 27. Dezember)

- 02. Oktober: Avery Brooks, US-amerikanischer Schauspieler
- 03. Oktober: Gisela Schneeberger, deutsche Schauspielerin
- 06. Oktober: Dorothea Parton, österreichische Schauspielerin
- 08. Oktober: Claude Jade, französische Schauspielerin
- 12. Oktober: Catherine Jourdan, französische Schauspielerin
- 17. Oktober: George Wendt, US-amerikanischer Schauspieler († 2025)
- 19. Oktober: Mimi Gibson, US-amerikanische Schauspielerin
- 20. Oktober: Sandra Dickinson, US-amerikanische Schauspielerin
- 27. Oktober: Bernie Wrightson, US-amerikanischer Comiczeichner und Drehbuchautor († 2017)
- 29. Oktober: Kate Jackson, US-amerikanische Schauspielerin
- 31. Oktober: Michael Kitchen, britischer Schauspieler

November
- 07. November: James Houghton, US-amerikanischer Schauspieler und Drehbuchautor († 2024)
- 09. November: Bille August, dänischer Regisseur
- 17. November: Adi Hirschal, österreichischer Schauspieler
- 20. November: Park Chul-soo, südkoreanischer Regisseur und Drehbuchautor († 2013)
- 20. November: Richard Masur, US-amerikanischer Schauspieler
- 21. November: Deborah Shelton, US-amerikanische Schauspielerin
- 26. November: Marianne Muellerleile, US-amerikanische Schauspielerin
- 27. November: James Avery, US-amerikanischer Schauspieler
- 28. November: Agnieszka Holland, polnische Regisseurin

Dezember
- 06. Dezember: Marius Müller-Westernhagen, deutscher Sänger und Schauspieler
- 06. Dezember: JoBeth Williams, US-amerikanische Schauspielerin
- 09. Dezember: Marleen Gorris, niederländische Regisseurin und Drehbuchautorin
- 21. Dezember: Barry Gordon, US-amerikanischer Schauspieler
- 21. Dezember: Samuel L. Jackson, US-amerikanischer Schauspieler
- 21. Dezember: Anneli Martini, schwedische Schauspielerin
- 24. Dezember: Edwige Fenech, italienische Schauspielerin
- 26. Dezember: Heinz Werner Kraehkamp, deutscher Schauspieler († 2012)
- 27. Dezember: Gérard Depardieu, französischer Schauspieler
- 31. Dezember: Joe Dallesandro, US-amerikanischer Schauspieler

### Tag unbekannt
- Utpalendu Chakraborty, bengalisch-indischer Regisseur
- Lodovico Gasparini, italienischer Regisseur
- Toni Slama, österreichischer Schauspieler

## Verstorbene

### Januar bis Juni
- 08. Januar: Richard Tauber, österreichischer Sänger und Schauspieler (* 1891)
- 13. Januar: Karlheinz Martin, deutscher Regisseur und Drehbuchautor (* 1886)
- 28. Januar: Ludwig Schaschek, österreichischer Kameramann (* 1888)

- 09. Februar: Karl Valentin, deutscher Schauspieler (* 1882)
- 10. Februar: Stephen Morehouse Avery, US-amerikanischer Drehbuchautor (* 1893)
- 10. Februar: Frank Brownlee, US-amerikanischer Schauspieler (* 1874)
- 11. Februar: Sergej M. Eisenstein, russischer Regisseur (* 1898)
- 12. Februar: Leo F. Forbstein, US-amerikanischer Komponist (* 1892)
- 26. Februar: Paul Everton, US-amerikanischer Schauspieler (* 1868)

- 04. März: Antonin Artaud, französischer Schauspieler (* 1896)
- 20. März: Gustav Diessl, österreichischer Schauspieler (* 1899)

- 25. Mai: Jacques Feyder, belgischer Regisseur (* 1885)
- 29. Mai: Dame May Whitty, britische Schauspielerin (* 1865)

- 06. Juni: Louis Lumière, französischer Filmpionier (* 1862)
- 09. Juni: James Young, US-amerikanischer Regisseur (* 1872)

### Juli bis Dezember

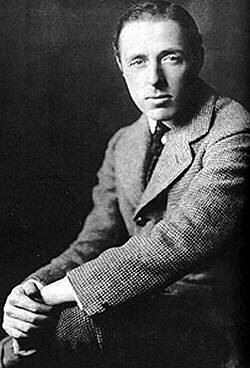
David Wark Griffith († 23. Juli)

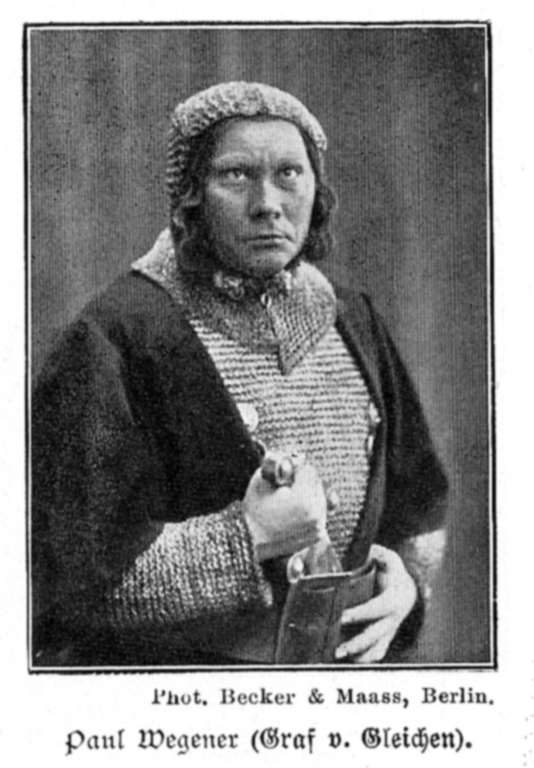
Paul Wegener († 13. September)

- 05. Juli: Carole Landis, US-amerikanische Schauspielerin (* 1919)
- 06. Juli: Philipp Lothar Mayring, deutscher Schauspieler und Regisseur (* 1879)
- 09. Juli: James Baskett, US-amerikanischer Schauspieler (* 1904)
- 23. Juli: David Wark Griffith, US-amerikanischer Regisseur (* 1875)

- 31. August: Billy Laughlin, US-amerikanischer Kinderdarsteller (* 1932)

- 13. September: Jack Kirk, US-amerikanischer Schauspieler (* 1895)
- 13. September: Paul Wegener, deutscher Schauspieler und Regisseur (* 1874)
- 17. September: Lilian Braithwaite, britische Schauspielerin (* 1873)
- 20. September: Leo White, US-amerikanischer Schauspieler (* 1882)
- 24. September: Warren William, US-amerikanischer Schauspieler (* 1895)
- 26. September: Gregg Toland, US-amerikanischer Kameramann (* 1904)

- 10. Oktober: Mary Eaton, US-amerikanische Schauspielerin (* 1901)
- 21. Oktober: Elissa Landi, US-amerikanische Schauspielerin (* 1904)

- 09. November: Edgar Kennedy, US-amerikanischer Schauspieler (* 1890)
- 11. November: Fred Niblo, US-amerikanischer Regisseur (* 1874)
- 28. November: Will Dohm, deutscher Schauspieler (* 1897)
- 29. November: Maria Koppenhöfer, deutsche Schauspielerin (* 1901)

- 20. Dezember: C. Aubrey Smith, britischer Schauspieler (* 1863)